# Lijst van rijksmonumenten in Hoogeveen (gemeente)

De gemeente Hoogeveen

De gemeente Hoogeveen telt 27 inschrijvingen in het rijksmonumentenregister. Hieronder een overzicht.

## Elim
De plaats Elim (Drenthe) telt 1 inschrijving in het rijksmonumentenregister.
| Object         | Oorspronkelijke functie? | Bouwjaar | Architect       | Locatie        | Coördinaten?                  | Nr.?   | Afbeelding        |
| -------------- | ------------------------ | -------- | --------------- | -------------- | ----------------------------- | ------ | ----------------- |
| Hervormde kerk | Kerk en kerkonderdeel    | 1916     | H.J. Beijlevelt | Dorpsstraat 23 | 52° 40' 50" NB, 6° 34' 52" OL | 507295 | Meer afbeeldingen |

## Hollandscheveld
De plaats Hollandscheveld telt 4 inschrijvingen in het rijksmonumentenregister.
| Object                                                  | Oorspronkelijke functie? | Bouwjaar | Architect | Locatie                          | Coördinaten?                  | Nr.?   | Afbeelding        |
| ------------------------------------------------------- | ------------------------ | -------- | --------- | -------------------------------- | ----------------------------- | ------ | ----------------- |
| Hervormde kerk                                          | Kerk en kerkonderdeel    | 1850     |           | Hendrik Raakweg 19               | 52° 42' 24" NB, 6° 32' 25" OL | 22262  | Meer afbeeldingen |
| Boerderij in ambachtelijk-traditionele stijl            | Boerderij                | ca. 1830 |           | Hollandscheveldse Opgaande 6     | 52° 42' 25" NB, 6° 30' 37" OL | 507291 | Meer afbeeldingen |
| Boerderij in ambachtelijk-traditionele stijl, stookhok  | Boerderij                | ca. 1830 |           | bij Hollandscheveldse Opgaande 6 | 52° 42' 25" NB, 6° 30' 37" OL | 507292 | Upload foto       |
| Boerderij in ambachtelijk-traditionele stijl, bijschuur | Boerderij                | ca. 1830 |           | bij Hollandscheveldse Opgaande 6 | 52° 42' 25" NB, 6° 30' 37" OL | 507293 | Meer afbeeldingen |

## Hoogeveen
De plaats Hoogeveen telt 19 inschrijvingen in het rijksmonumentenregister. Zie de Lijst van rijksmonumenten in Hoogeveen (plaats) voor een overzicht.

## Noordscheschut
De plaats Noordscheschut telt 2 inschrijvingen in het rijksmonumentenregister.
| Object            | Oorspronkelijke functie? | Bouwjaar | Architect | Locatie          | Coördinaten?                  | Nr.?   | Afbeelding        |
| ----------------- | ------------------------ | -------- | --------- | ---------------- | ----------------------------- | ------ | ----------------- |
| Huize Blokland    | Woonhuis                 | ca. 1860 |           | Zwarte Dijkje 49 | 52° 43' 33" NB, 6° 32' 5" OL  | 22261  | Meer afbeeldingen |
| Huize Veen en Dal | Woonhuis                 | 1868     |           | Drostenraai 21   | 52° 43' 34" NB, 6° 32' 13" OL | 507294 | Huize Veen en Dal |

## Pesse
De plaats Pesse telt 1 inschrijving in het rijksmonumentenregister.
| Object                                                                     | Oorspronkelijke functie? | Bouwjaar                   | Architect | Locatie   | Coördinaten?                  | Nr.?  | Afbeelding        |
| -------------------------------------------------------------------------- | ------------------------ | -------------------------- | --------- | --------- | ----------------------------- | ----- | ----------------- |
| Boerderij met achterbaander onder rieten aan voorzijde afgewolfd schilddak | Boerderij                | ca. 1850 (kern mog. ouder) |           | Kerkweg 1 | 52° 45' 47" NB, 6° 27' 25" OL | 46876 | Meer afbeeldingen |

Aa en Hunze ·
Assen ·
Borger-Odoorn ·
Coevorden ·
De Wolden ·
Emmen ·
Hoogeveen ·
Meppel ·
Midden-Drenthe ·
Noordenveld ·
Tynaarlo ·
Westerveld